# Ахсітан II
Ахсітан II (*д/н — 1260) — 27-й ширваншах в 1243—1260 роках. За його панування посилилася залежність Ширвана від монголів.

## Життєпис
Походив з династії Кесранидів. Син ширваншаха Фарібурза III. Після смерті батька у 1243 році став новим правителем Ширвану. З самого початку зазнав тиску темніка Байджу, мусив надавати ресурси для його війни проти Румського султанату. Також на відміну від батька став карбувати монети зі згадкою монгольського кагана, за часів регентства Торогене-хатун напис змінився на «улуг мангил». 1246 року під час церемонії обрання великим каганом Ґуюка був представник Ширвана, або навіть сам Ахсітан II.
Наприкінці 1240-х років спробував підкорити Зіргіхгеран, але зазнав поразки. З 1255 року припинив карбувати монети з власним ім'ям, що свідчило про перехід у повну залежність від монголів. Відтоді карбувалися мідні монети з іменами великих каганів.
1256 року Ахсітан II прибув до ставки хана Хулагу, де визнав його владу. Слідом за цим війська ширваншаха долучилися до облоги столиці ісмаїлітів Аламут. З утворення 1258 року Держави Хулагуїдів Ширван став її васалом. У 1260 році за підозрою у змові з Берке, ханом Золотої Орди, ширваншаха Ахсітана II було страчено за наказом хана Хулагу. Новим ширваншахом став син загиблого Фаррухзад II.